# Sittich Herbold von Berlepsch

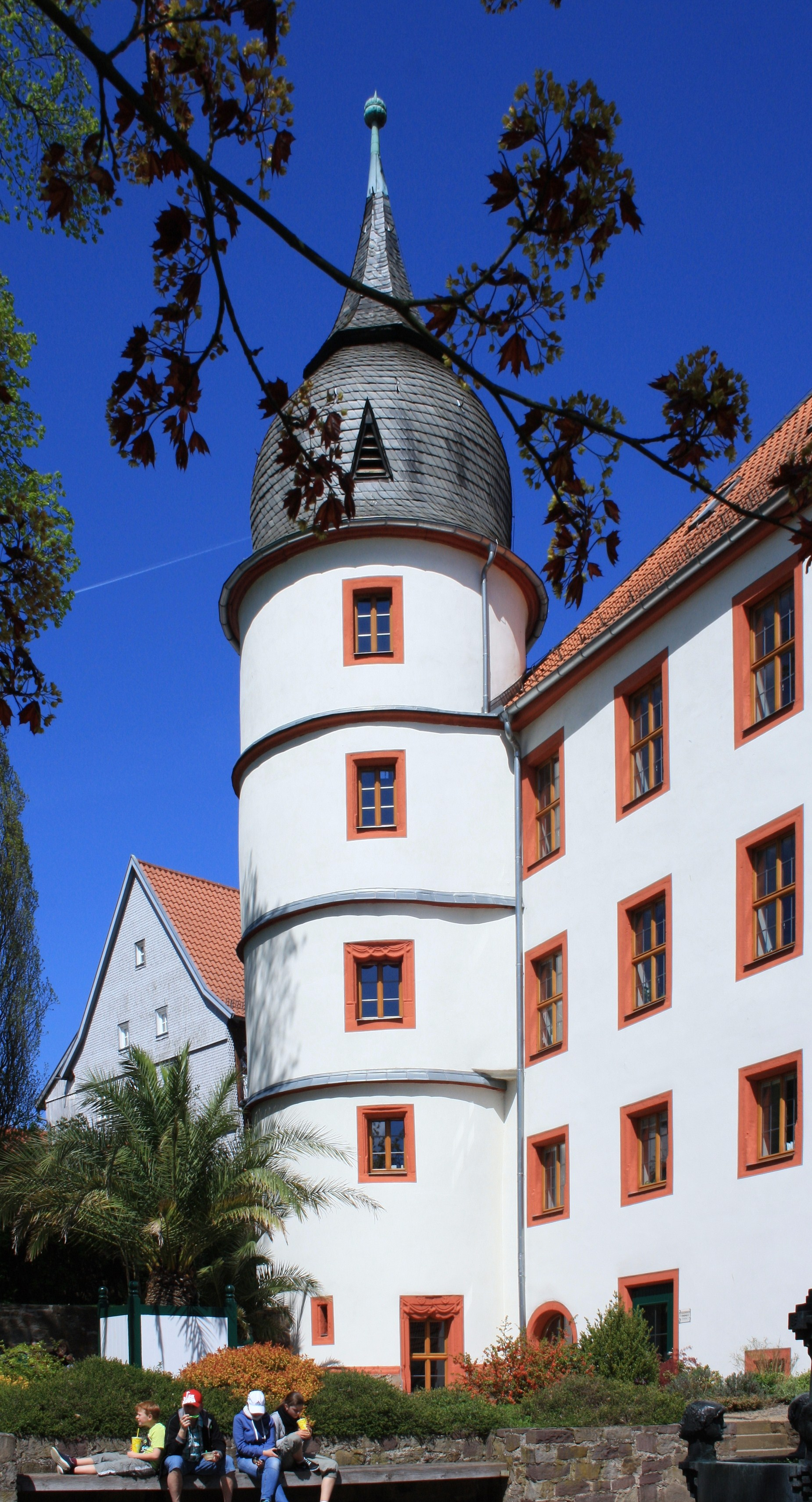
Vista de la torre del castillo de Eichenzell, propiedad del padre de Sittich, donde este pasó su infancia.

El conde Sittich Herbold von Berlepsch (conocido en España como Sitigo Erboldo de Berlips) (3 de enero de 1673-30 de marzo de 1712) fue un noble y diplomático alemán, conocido por ser hijo de María Josefa Gertrudis Böhl von Guttenberg (la Berlips), favorita de Mariana de Neoburgo.

## Biografía
Fue hijo primogénito del matrimonio formado por el barón Guillermo Luis de Berlepsch de Eichenzell (-1676) y María Josefa Gertrudis Böhl von Guttenberg. Tendría otro hermano, Peter Philipp, que en su juventud recibió algunas dignidades eclesiásticas y después siguió una carrera como consejero del Emperador del Sacro Imperio y contrajo matrimonio.
Su padre murió en 1676, como consecuencia de las heridas recibidas en el sitio de Philippsburgo, en el marco de la guerra franco-neerlandesa, en la que participaba como parte de las tropas imperiales.
Sittich pasó su infancia en el castillo de Eichenzell, propiedad de su padre, junto con su madre y su hermano.
En 1689, su madre fue elegida para acompañar a la princesa Mariana de Neoburgo, que había contraído matrimonio por poderes con Carlos II, a la corte española. Posteriormente María Josefa quedaría en la corte de Madrid, siendo una de las personas más importantes del entorno de Mariana de Neoburgo. 
Juan III Sobieski, rey de Polonia, lo nombró su enviado en Madrid en 1693. Desarrollaría este cargo hasta la muerte del monarca polaco en 1696. 
En 1694 consiguió para sus hijos dos importantes mercedes: un hábito de la orden de Alcántara para Sitigo Erboldo; y el importante cargo eclesiástico de archimandrita del monasterio del Santísimo Salvador en Messina, para Pedro Felipe.Además en el año siguiente, junto con su hermano y su madre, fueron elevados al rango de barones del imperio (en alemán, el estamento conocido como Reichsfreiherrenstand).Sitigo Erboldo llegaría a ser nombrado comendador de Belvís y Navarra, una de las más ricas encomiendas de la orden de Alcántara.
Su madre saldría de la corte de España hacía Alemania el 25 de marzo de 1700. Carlos II moriría el 1 de noviembre de 1700, desencadenándose a continuación la guerra de sucesión española. Pedro Felipe permaneció en Viena donde sería nombrado por el emperador, chambelán y consejero íntimo actual.
En 1698 contrajo matrimonio con la condesa Marie Maximiliane Josephe von Stadion (1678-1744).
El emperador José I elevó a Sittich Herbold y los miembros de su rama familiar, al rango de condes del Imperio incorporándolos al Reichsgrafenstand el 4 de septiembre de 1705.
Murió en 1712. Su estela funeraria se encuentra en el exterior de la iglesia parroquial de la Santa Cruz (también conocida en alemán como Rheingauer Dom) en Geisenheim.

## Matrimonio e hijos
De su matrimonio con su prima Marie Maximiliane Josephe von Stadion (1678-1744), tuvo tres hijos:
- Maximiliane Josephe (1700-¿?), abadesa de las franciscanas descalzas (barfußigen Clarissinen) de Maguncia desde 1739.
- Joseph Clemens (1701-1724).
- Philipp Joseph Lothar Werner (1702-1725).
- Johann Heinrich Christian (1706-1716).
- Marie Anna Johanna (22 de agosto de 1707-San Petersburgo, 1737), casada en primeras nupcias en 1731 con su primo hermano el conde Philipp Anton von Berlepsch (1702-11 de febrero de 1732);[12] y en segundas nupcias, en 1733, con el conde Johann Franz von Ostein.
- Franz Hugo Ernst Christoph (1708-2 de mayo de 1731).

## Órdenes y cargos

### Órdenes

#### Orden de Alcántara
- Comendador de Belvís y Navarra.
- Caballero (1694).[7]

### Cargos
- Gobernador de la ciudad y la comarca de Binche, en el condado de Henao. (Países Bajos austríacos).[13]